# Nops meridionalis
Espèce
Nops meridionalis est une espèce d'araignées aranéomorphes de la famille des Caponiidae.

## Distribution
Cette espèce est endémique du Brésil. Elle se rencontre au Rio Grande do Sul et en Santa Catarina.

## Description
Le mâle holotype mesure 4,4 mm.
Le mâle décrit par Sánchez-Ruiz et Brescovit en 2018  mesure 8,9 mm et la femelle 9,5 mm.

## Publication originale
- Keyserling, 1891 : Die Spinnen Amerikas. Brasilianische Spinnen. Nürnberg, vol. 3, p. 1-278 (texte intégral).